# Luiz Felipe Scolari
Pour les articles homonymes, voir Scolari.

Luiz Felipe Scolari, né le 9 novembre 1948 à Passo Fundo (Rio Grande do Sul), est un joueur puis un entraîneur de football italo-brésilien. Lors de sa carrière de joueur, il est appelé Felipão.
De 2001 à 2002, il est sélectionneur pour l'équipe du Brésil, avec laquelle il remporte la Coupe du monde 2002. Il redevient sélectionneur  à l'occasion de l'édition 2014. De 2002 à 2008, il est sélectionneur de l'équipe du Portugal, équipe avec laquelle il atteint la finale de l'Euro 2004. 
Depuis 2002, Scolari, d'origine italienne comme plusieurs millions de brésiliens, est citoyen italien (il possède la double nationalité brésilienne et italienne).
Comme entraîneur, Luiz Felipe Scolari détient le record du nombre de victoires consécutives en phase finale de Coupe du monde : 11 (7 en 2002 avec le Brésil, 4 en 2006 avec le Portugal).

## Biographie

### Joueur professionnel (1973-1981)
Scolari joue notamment pour la Sociedade Esportiva e Recreativa Caxias do Sul au Brésil en 1973.
Scolari ne s'affirme pas comme un grand joueur de football, il mènera une carrière plutôt discrète et uniquement dans de modestes clubs brésiliens comme Juventude, Novo Hamburgo et CS Alagoano.

### Début d'entraîneur (1982-1990)
Il entame sa carrière d'entraineur en 1982 au CS Alagoano (club où il a terminé sa carrière de joueur) remportant son premier titre; le championnat de l'Alagoas. Il ira ainsi de club en club, avec des passages éclair à la Juventude en 1983, à Al-Shabab Riyad en Arabie Saoudite entre 1984 à 1985. Il a fait son retour de courte période à la Juventude en 1986, Grêmio en 1987 et Goiás en 1988.
Il entraine à Al Qadisiya en 1988 puis la sélection nationale du Koweit en 1990.

### Expériences dans le Golfe (1991-1992)
En 1991, il entraine le Criciúma Esporte Clube, remportant le championnat de Santa Catarina et la Coupe du Brésil. Après une expérience à Al Ahly Djeddah en Arabie Saoudite, Il devient champion du Koweït en 1992 avec Qadsia.

### Trois ans au Grêmio (1993-1996)
Il s'engage à Grêmio en 1993, remportant le championnat du Brésil en 1996, trois titres du championnat du Rio Grande do Sul en 1993, 1995,1996, la Coupe du Brésil en 1994, la Copa Libertadores en 1995 et la Recopa Sudamericana en 1996.

### Consécration avec Palmeiras et la Seleção (1997-2002)
Il a vécu également une expérience au Japon au Jubilo Iwata en 1997, remportant le championnat du Japon et une finale perdue de la coupe de la Ligue japonaise.
Par la suite, il s'engage à Palmeiras puis à Cruzeiro en 2000.
Avec la sélection du Brésil, Il remporte la Coupe du monde 2002 face à l'équipe d'Allemagne

### Six ans à la tête du Portugal (2002-2008)
Scolari prend la tête de l'équipe nationale du Portugal en janvier 2003, après l'échec des Lusitaniens au Mondial 2002. Il devient le premier sélectionneur étranger du Portugal depuis 1983 et son compatriote Otto Glória. Cela lui confère l'avantage de ne pas être suspecté de favoriser l'un des trois gros clubs du pays. Premier choix important, il écarte sans justification Vítor Baía et João Pinto, deux cadres de la sélection. Son plan, calqué sur celui qui a permis au Brésil d'être champion du monde, tient en quatre mots : rigueur, talent, discipline et solidarité. Coupable de rébellion après une défaite contre l'Espagne (3-0). En manque de créateurs, il sélectionne Deco, brésilien, qui débute en mars 2003 par faire gagner l'équipe contre son pays natal mettant fin à toute polémique contre Scolari. Le sélectionneur décide d'évoluer en 4-2-3-1 avec Costinha et Petit en récupérateurs pour donner de la liberté au secteur offensif d'une rare richesse avec Luís Figo, Rui Costa, Deco, Simão et Cristiano Ronaldo derrière le buteur Pauleta.
Il est finaliste de l'Euro 2004 avec le Portugal avec lequel il atteint deux ans plus tard les demi-finales du Mondial 2006 en Allemagne. Lors de l'Euro 2008, il est quart de finaliste face à l'Allemagne.

### Courtes expériences à Chelsea FC et au Bunyodkor (2008-2010)
Il fait moins d'une saison à Chelsea finissant troisième du championnat Angleterre en 2009.
En juin 2009, Scolari signe un contrat de 18 mois au FC Bunyodkor dans la première division du championnat d'Ouzbékistan. En mai 2010, il rompt son contrat.

### Retour à Palmeiras et en sélection nationale du Brésil (2010-2014)
En juin 2010, il retourne au pays à Palmeiras. Le 14 septembre 2012, le club annonce dans un communiqué le limogeage de Scolari de son poste d'entraineur.
Dix ans après son titre de champion du monde, il redevient sélectionneur du Brésil en novembre 2012, en vue de la Coupe du monde 2014 qui se déroulera au Brésil. Il succède à Mano Menezes, limogé.
En 2013, il remporte la Coupe des confédérations avec le Brésil en finale face à l'Espagne (3-0). Alors qu'il mène la Seleção en demi-finale de la Coupe du monde au Brésil, Scolari subit la plus grosse défaite de sa carrière face à l'Allemagne (7-1). Quelques jours plus tard, il subit une autre défaite lors du match pour la troisième place face aux Pays-Bas (3-0). Le surlendemain, Luiz Felipe Scolari démissionne de son poste de sélectionneur du Brésil.
Après le fiasco de la coupe du monde 2014, Luiz Felipe Scolari reprend en charge l'équipe brésilienne du Grêmio. 

### Expérimentation et succès en Chine (2015-2017)
Le 19 mai 2015, il démissionne de son poste d'entraineur du Grêmio et le 4 juin 2015, il rejoint la Chine en signant deux ans avec le Guangzhou Evergrande. Il a couronné sept trophées en deux ans avec le club chinois. L'ancien entraîneur de Chelsea, du Brésil et du Portugal a fait des merveilles avec le club de Canton, malgré un budget moins pharaonique que certains de ses rivaux.

### Championnat Brésilien (2018-2021)
Le 27 juillet 2018, il est devenu le nouvel entraîneur de Palmeiras. Il succède à Roger Machado. Il remporte le championnat du Brésil en 2018. Le 3 septembre 2019,  il est limogé de ses fonctions
Le 16 octobre 2020, il est nommé entraîneur de Cruzeiro. En grande difficulté, Cruzeiro (D2 brésilienne) a fait appel à Luiz Felipe Scolari pour tenter de redresser la situation. Relégué de l'élite la saison passée, pour la première fois de son histoire
Le 25 janvier 2021, il quitte Cruzeiro. Venu à la rescousse relégué en Serie B, il a su mettre fin à une dynamique négative et a arraché le maintien à l'avant-dernière journée de championnat.
Le 8 juillet 2021, il devient nouvel entraîneur du Grêmio. Le technicien a signé un contrat allant jusqu’en décembre 2022, il était libre depuis son départ de Cruzeiro en janvier 2021. C’est la quatrième fois que Scolari rejoint le club brésilien comme entraîneur, après des passages en 1987-1988, 1993-1996 et 2014-2015.  Début octobre 2021 et quatre mois après son retour au Grêmio, il est limogé de son poste d'entraineur.

## Palmarès

### Joueur
- Champion de l'État de l'Alagoas en 1981 avec Centro Sportivo Alagoano

### Entraineur
- Centro Sportivo Alagoano
  - Champion de l'État de l'Alagoas : 1982

- Criciúma Esporte Clube
  - Champion de l'État de Santa Catarina : 1991
  - Vainqueur de la Coupe du Brésil : 1991

- Qadsia Sporting Club
  - Champion du Koweït : 1992
  - Vainqueur de la Coupe du Koweït : 1989

- Grêmio Foot-Ball Porto Alegrense
  - Champion du Brésil : 1996
  - Champion de l'État Rio Grande do Sul : 1987, 1993, 1995, 1996
  - Vainqueur de la Coupe du Brésil : 1994
  - Vainqueur de la Copa Libertadores : 1995
  - Vainqueur de la Recopa Sudamericana : 1996
  - Finaliste de la Coupe du Brésil : 1993, 1995

- Júbilo Iwata
  - Champion du Japon : 1997
  - Finaliste de la Coupe de la Ligue japonaise : 1997

- Sociedade Esportiva Palmeiras
  - Champion du Brésil : 2018
  - Vainqueur de la Copa Mercosur : 1998
  - Vainqueur de la Coupe du Brésil : 1998, 2012
  - Vainqueur de la Copa Libertadores : 1999
  - Vainqueur du Tournoi Rio-São Paulo : 2000
  - Finaliste de la Coupe intercontinentale : 1999
  - Finaliste de la Copa Libertadores : 2000

- FC Bunyodkor
  - Champion d'Ouzbékistan : 2009

- Guangzhou Evergrande
  - Champion de Chine : 2015, 2016, 2017
  - Vainqueur de la Ligue des champions de l'AFC : 2015
  - Vainqueur de la Supercoupe de Chine : 2016, 2017.
  - Finaliste de Supercoupe de Chine : 2015
  - Vainqueur de la Coupe de Chine : 2016

- Koweït
  - Vainqueur de la Coupe du Golfe : 1990

- Brésil
  - Vainqueur de la Coupe du monde : 2002
  - Vainqueur de la Coupe des confédérations : 2013
  - Quatrième de la Coupe du monde : 2014

- Portugal
  - Finaliste du Championnat d'Europe : 2004
  - Quatrième de la Coupe du monde : 2006